# 朝日新聞ビル

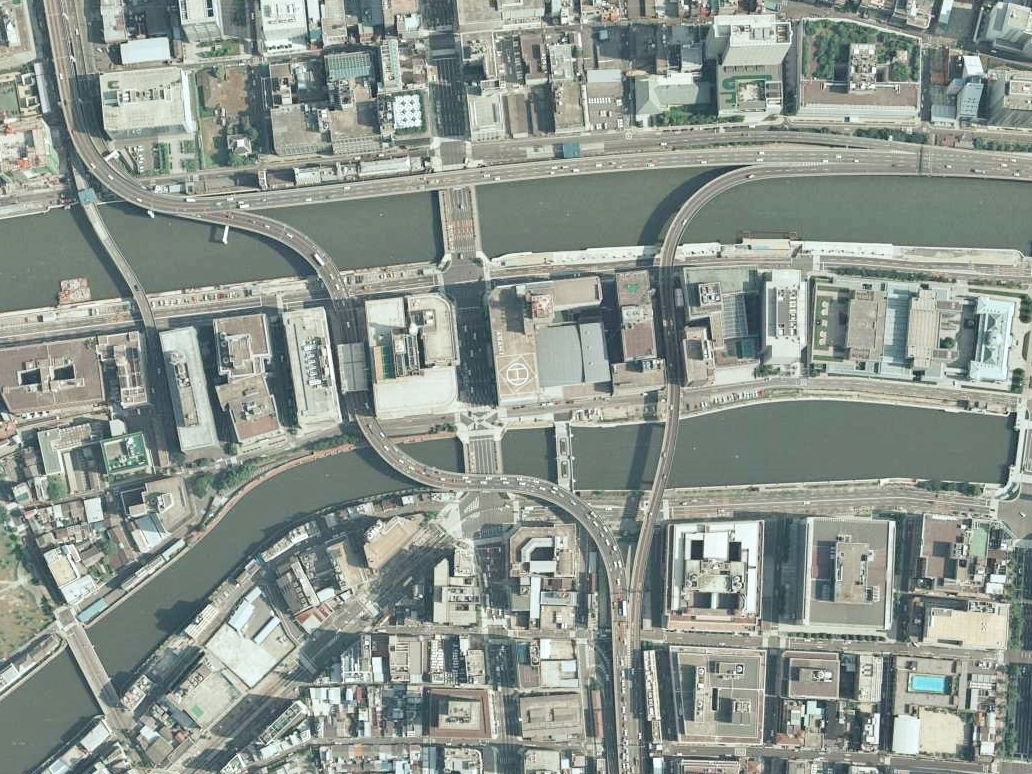
朝日新聞ビル付近の航空写真。川に挟まれているのが中之島で、中央が四ツ橋筋。（1985年）

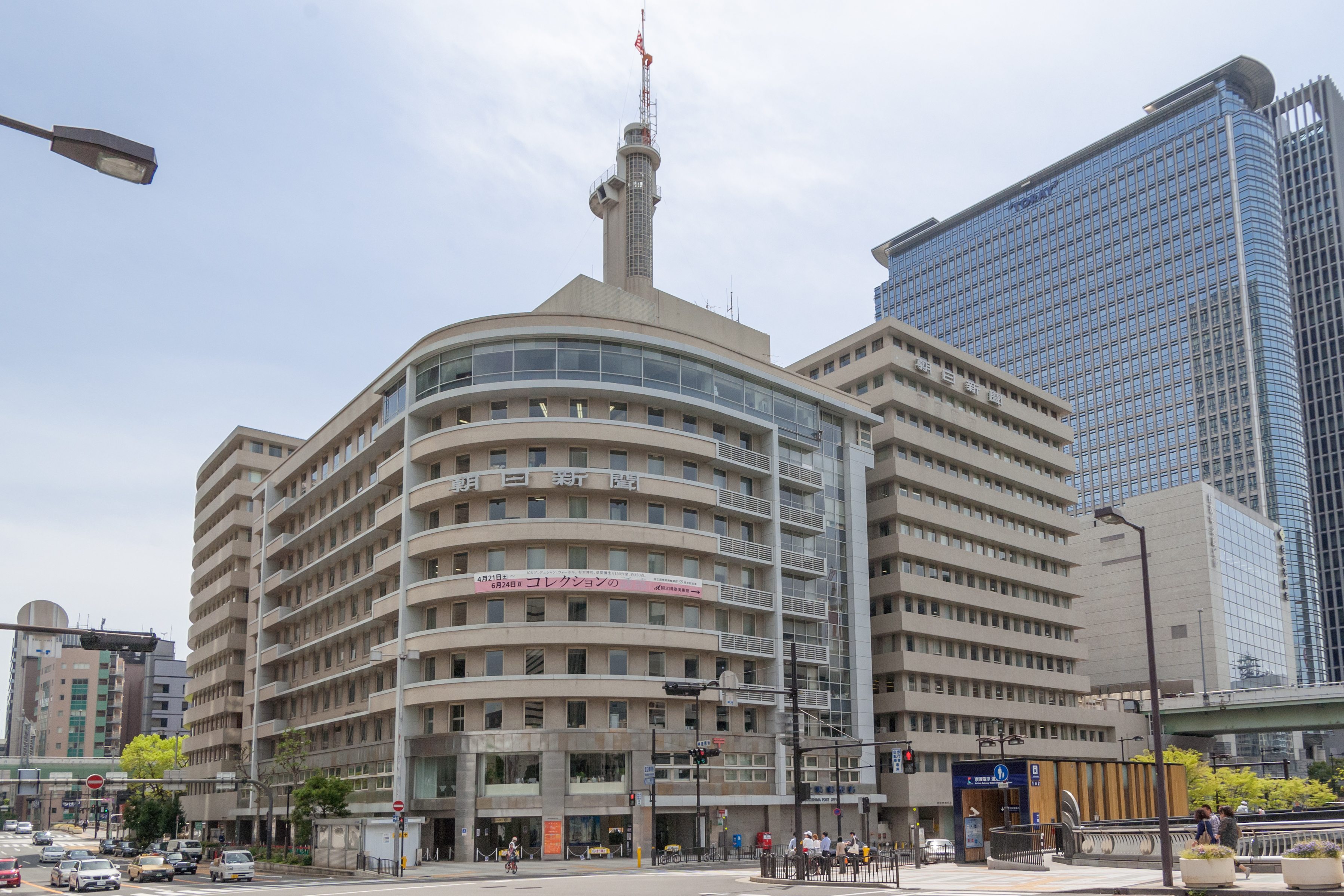
北東側から見た朝日新聞ビルは大阪朝日ビルと一体に見えるように建てられた。（2012年）

朝日新聞ビル（あさひしんぶんビル）は、かつて大阪市北区中之島に所在した朝日ビルディングと朝日新聞社が共同で管理・運営していた朝日新聞大阪本社の社屋ビルである。

## 概要・歴史
旧朝日新聞大阪本社（1916年）と朝日会館（1926年）を改築する中之島再開発事業として1968年に竣工。同じく朝日新聞大阪本社の社屋となっている大阪朝日ビル（1931年竣工、10階建）の西側および南側に設置された。朝日新聞大阪本社の編集・発行部門のほか、関連会社、外部のテナントなどが入居し、地下には輪転機を設置した印刷工場が設けられていた。建物は地上13階、地下5階。
建物は、大阪朝日ビルの西側と南側をL字型に覆うような形で設計されて、一体感を持たせるべくアイボリーの外装で統一された。四ツ橋筋に面した南東側は同じく四ツ橋筋に面する大阪朝日ビルの北東側と同様に湾曲したデザインを採用していた。
また建物の西側、地上四階に阪神高速11号池田線が通っており、建物が橋脚の一部となっている。新聞の発行を続けながら工事を進めるため工事は二期に分けられ、完成までに6年半の年月を要した。

## 大阪・中之島プロジェクト
2008年、四ツ橋筋を挟んで東側にあった新朝日ビルディングを含めた朝日新聞大阪本社の社有地を再開発する大規模な都市再開発プロジェクト「大阪・中之島プロジェクト」が発表され、東棟（中之島フェスティバルタワー）の完成を待って大阪朝日ビルともども2013年年初より取り壊し・建て替え工事を開始。2014年3月に解体工事を終え、同年6月に起工式を執り行った。
2017年春予定の竣工時には、オフィスビルを中心とした西棟（中之島フェスティバルタワー・ウエスト）としてリニューアルする。これに伴い、朝日新聞大阪本社の編集・発行機能は東棟に移設。地下の印刷工場（朝日プリンテック中之島工場）は2012年9月で閉鎖され、凸版印刷、朝日新聞社、日刊スポーツ新聞西日本の合弁企業「トッパンメディアプリンテック関西」が運営する朝日新聞大阪工場（福島区海老江）へ機能を移転した。また、阪神高速道路の橋脚になっている部分については、建替えとなる部分とは分離してそのまま残され、引き続き使われることになっている。

## 入居していた企業
- 朝日新聞社 本店・大阪本社
- エフエム大阪 本社・演奏所 - 1970年4月1日の開局から、浪速区湊町にある湊町リバープレイスに移転した2002年7月22日まで本社を置いていた。
- テレビ朝日 関西支社
- 名古屋テレビ放送 大阪支社
- 九州朝日放送 大阪支社
- 北海道テレビ放送 関西支社
- 札幌テレビ放送 大阪支社
- 山陰放送 大阪支社
- 中国放送 大阪支社